# Línea C-1 (Cercanías Sevilla)
La línea C-1 de Cercanías Sevilla (Lebrija - Utrera - Sevilla - Lora del Río) es una línea ferroviaria operada por la división Renfe Cercanías de Renfe Operadora y que pertenece a Adif. Forma parte del núcleo de dicha provincia junto con otras cuatro líneas.

## Recorrido
Es una de las más antiguas de Cercanías Sevilla, junto con la C3; con 106 kilómetros de longitud, es más larga de dicho núcleo, y la que más afluencia de viajeros recibe. En su recorrido entre Lebrija y Sevilla, utiliza parte del trazado ferroviario que conecta Cádiz con Sevilla; y en su trayecto entre Sevilla y Lora del Río, usa parte de las vías que unen la capital hispalense con Córdoba. El recorrido completo, entre Lebrija y Lora del Río, conlleva aproximadamente 1 hora 45 minutos.
El servicio, el cual se presta con trenes de la Serie 465 y 464 en su mayoría, y en ocasiones con la Serie 446, es diario, pero no todos los trenes realizan el recorrido completo; de hecho solo unos pocos al día lo hacen, y únicamente los días laborables. En hora punta se refuerzan la mitad sur o la mitad norte de la línea, con trenes que comienzan o finalizan su recorrido en Sevilla-Santa Justa.
La mayor parte de los servicios discurren entre Lora del Río y Utrera; esta última fue la cabecera/final de la línea desde su inauguración, hasta la ampliación del servicio de Cercanías hasta Lebrija pasando por Las Cabezas de San Juan, el 15 de septiembre de 2010. Esta ampliación se llevó a cabo como una medida que beneficiaría a unas 50.000 personas, que diariamente se desplazarían hacia la capital a su lugar de trabajo. Sin embargo, Renfe no considera en ciertas ocasiones a Las Cabezas de San Juan y Lebrija como pertenecientes al núcleo de Cercanías de Sevilla, ya que en el plano del mismo aparecen en color gris, a diferencia del resto de la línea que se simboliza con azul claro; además se referencian estas dos paradas como "Circulación de determinados trenes"

## Historia
El recorrido primitivo de la línea estaba dividido en dos partes. Por un lado, el recorrido se iniciaba en la antigua estación de San Bernardo, hacia Utrera, en vía única todo el trazado, y contando con la estación de La Salud clausurada al tráfico de viajeros, debido a la entonces nueva apertura del apeadero de Bellavista. Por otro lado, la línea hacia Lora del Río tenía como cabecera la antigua estación de Plaza de Armas (MZA) con tramos en vía doble y única.
Desde 1992 disponía de vía doble entre Lora del Río y Dos Hermanas. Posteriormente, en el año 2003 se desdobló la vía hasta Utrera, desmantelando la antigua estación de Don Rodrigo. Desde 2015, con la apertura de la nueva línea férrea Sevilla-Cádiz, dispone también de vía doble con plataforma nueva a partir de Utrera hasta el final.